# Norbert Kollmer

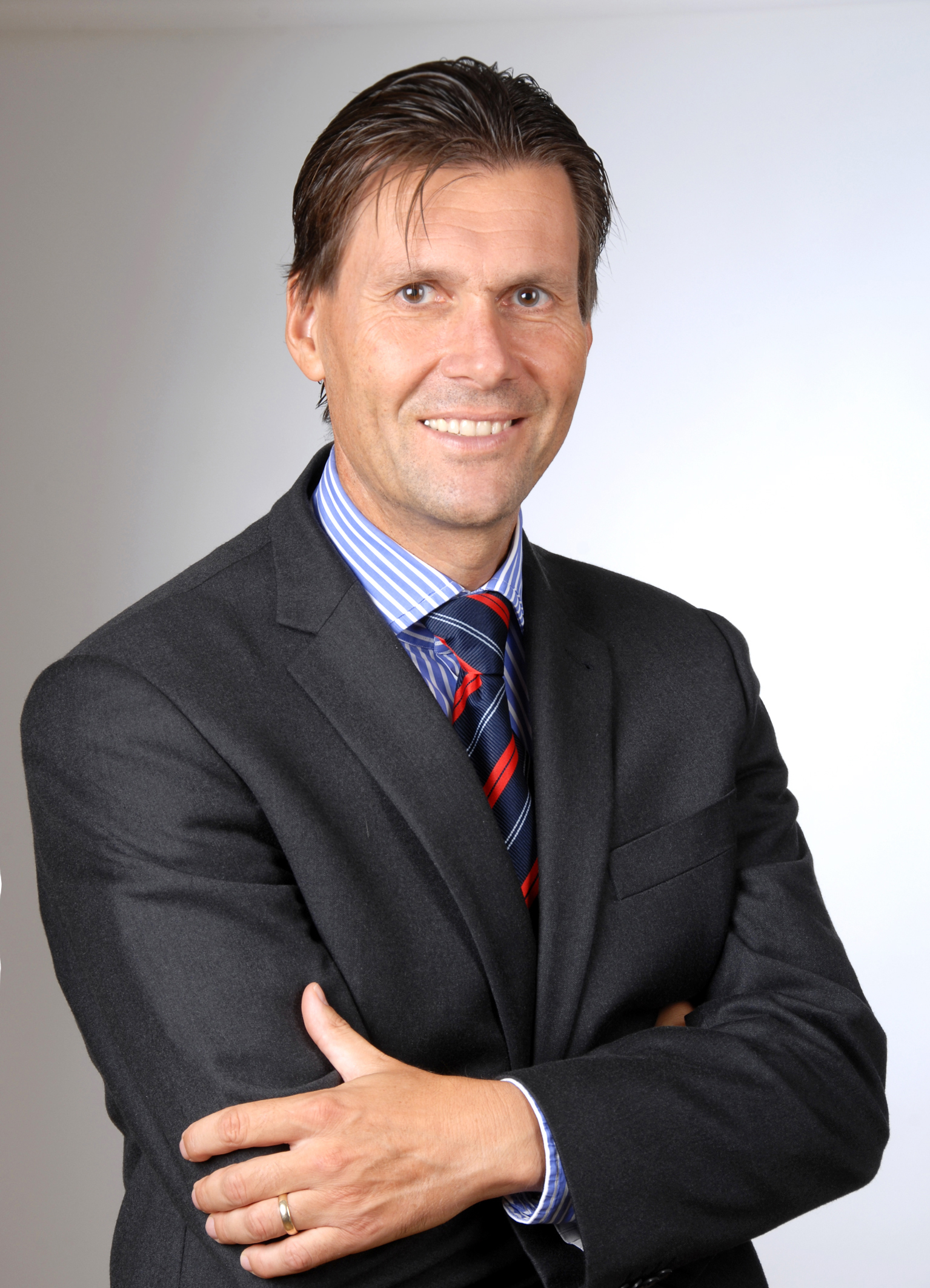
Norbert Kollmer (2013)

 Norbert Franz Kollmer (* 23. Mai 1964 in Bogen, Niederbayern) ist ein deutscher Jurist und seit 2011 Präsident der Landesbehörde Zentrum Bayern Familie und Soziales (ZBFS).

## Leben
Nach seiner Jugendzeit in Südafrika von 1976 bis 1982 legte Kollmer die Südafrikanische allgemeine Hochschulreife (Matriculation Certificate) an der Deutschen Internationalen Schule Johannesburg ab. Die Ergänzungsprüfung zum Abitur erfolgte 1983 in Köln.
Ab 1984 studierte Kollmer Rechtswissenschaften an der Universität Regensburg und promovierte zum Dr. jur. (im Betreuungsrecht). Ab 1992 war Kollmer für das Bayerische Arbeits- und Sozialministerium (Abteilung Arbeitsschutz und Sicherheitstechnik) und die Bayerische Staatskanzlei tätig.
Von 1997 bis 2001 war Kollmer abgeordnet an die Vertretung des Freistaates Bayern beim Bund zunächst in Bonn, dann ab 1999 als Leiter des Referats „Vertretung des Ministeriums beim Bund“ in Berlin.
Im Jahr 2001 wechselte er als Referatsleiter für Arbeit, Familie und Soziales in die Vertretung des Freistaates Bayern bei der Europäischen Union in Brüssel (Bayerische Staatskanzlei).
Seit 2007 ist Kollmer in der Landesbehörde Zentrum Bayern Familie und Soziales (ZBFS) in Bayreuth tätig und war zunächst Vizepräsident der Behörde. Gleichzeitig nahm er die Leitung der Zentralen Aufgaben, später der Abteilung für das Schwerbehinderten-Feststellungsverfahren, wahr. Seit 23. März 2011 ist er Präsident des ZBFS.
Kollmer ist Vater von drei Kindern.

## Schrifttum und Wissenschaft
Kollmer ist Herausgeber und Mitautor des CH Beck’schen-Kommentars zum Arbeitsschutzgesetz (ArbSchG), der Loseblattsammlung Arbeitssicherheit, Autor der CH Beck’schen Kommentare (gelbe Reihe) zur Arbeitsstättenverordnung und zur Baustellenverordnung sowie weiterer Fachbücher und Leitfäden zum Themenkomplex „Arbeits- und Gerätesicherheit“. Mit 37 Publikationseinträgen im Online-Katalog der Deutschen Nationalbibliothek ist der einer der am häufigsten zitierten Autoren des Arbeitsschutzrechtes im deutschsprachigen Raum (vgl. Wesel, 25  Jahre Rechtswissenschaftlicher Verlag C.H. Beck 1763–2013, Seite 379).
Seit 1992 nimmt er Lehraufträge an der Akademie der Sozialverwaltung in Wasserburg am Inn wahr. Er ist ferner Redner und freier Dozent u. a. für die Vereinigung der Bayerischen Wirtschaft mit dem Schwerpunkt Arbeit 4.0 und Home Office.

## Ehrenamt
- Stiftungsrat der Stiftung Opferhilfe Bayern
- Lions Club Bayreuth-Kulmbach
- Stiftungsrat der Oberfrankenstiftung